# اورورا (آیووا)
اورورا (به انگلیسی: Aurora) شهری در ایالت آیووا کشور ایالات متحده آمریکا است که جمعیت آن در سرشماری سال ۲۰۱۰ میلادی، ۱۸۵ نفر بوده‌است.